# Panemeria tenebromorpha
Panemeria tenebromorpha är en fjärilsart som beskrevs av Rakoey, Heuscholek och Huber 1996. Panemeria tenebromorpha ingår i släktet Panemeria och familjen nattflyn. Inga underarter finns listade i Catalogue of Life.